# Nashville, Illinois
Nashville är administrativ huvudort i Washington County i den amerikanska delstaten Illinois. Orten hette ursprungligen New Nashville och grundades 1831 som huvudort i countyt. Den tidigare huvudorten hette Covington.